# Yi Xing

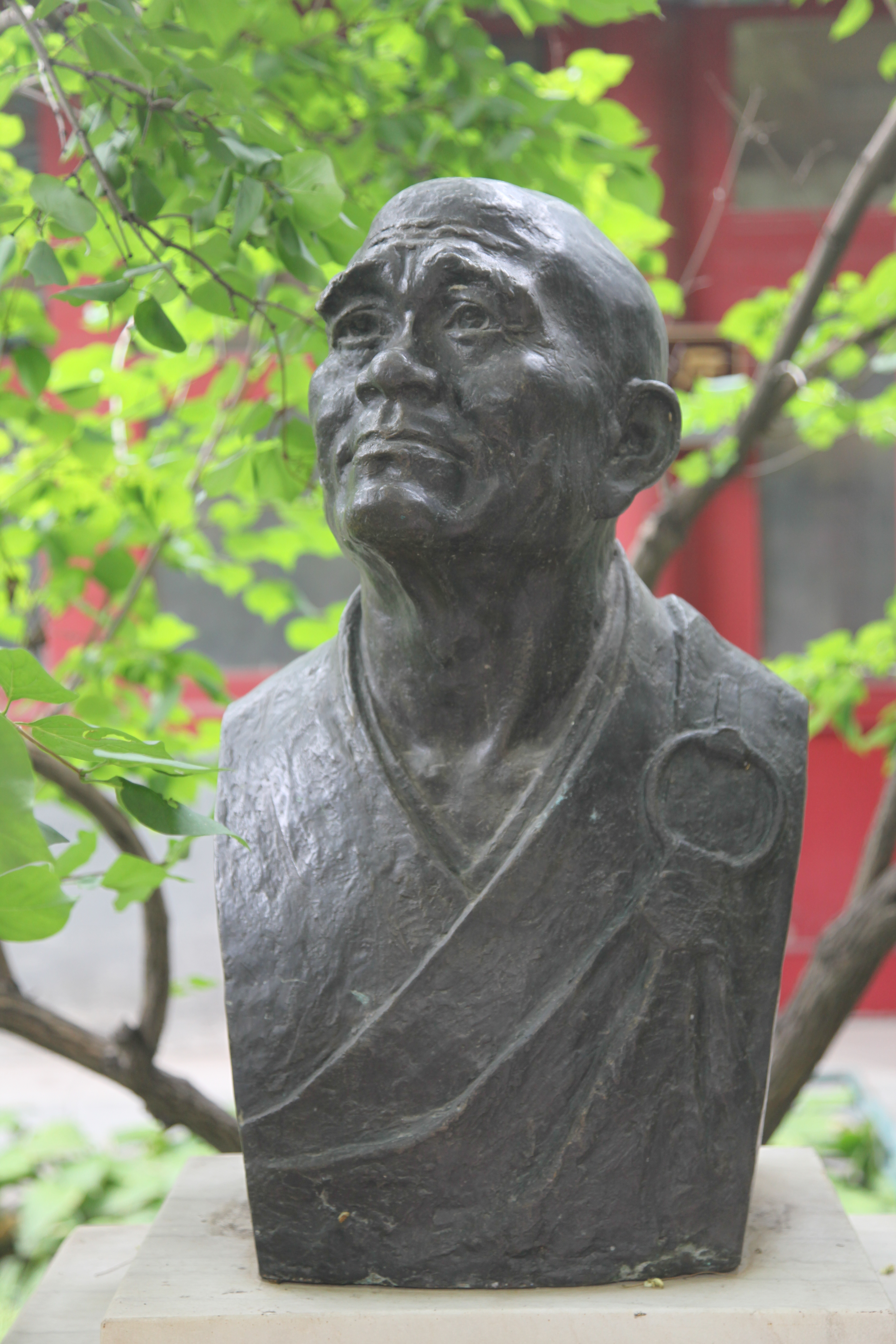

Yi Xing (* 683; † 727, chinesisch 一行, Pinyin Yīxíng, W.-G. I Hsing) war ein chinesischer Astronom, Mathematiker, Ingenieur und buddhistischer Mönch in der Zeit der Tang-Dynastie (618–907). Sein Mönchsname kann gleichermaßen „ganze Reise“ oder „der Allfähige“ bedeuten. Mit weltlichem Namen hieß er Zhāng Suì (張遂 / 张遂).

## Technik
Er baute eine wasserbetriebene und durch eine Unruh geregelte Armillarsphäre, deren Teile mit einem gemeinsamen Antrieb automatisch in unterschiedlichsten Geschwindigkeiten rotierten. Das schnellste Zahnrad habe sich täglich um 2928 Zähne bewegt, das langsamste alle fünf Tage um einen Zahn. Sein Meisterwerk war eine Weiterentwicklung ähnlicher Apparate, die seit dem 2. Jahrhundert nach Chr. in China konstruiert worden waren.

## Messungen
Vor die Aufgabe gestellt, den Kalender zu verbessern, dabei insbesondere aber Parallaxen, also Sonnen- und Mondfinsternisse vorauszusagen, richtete er  ein System von zwanzig Observatorien ein, davon zehn in der Nähe des 114. Längengrads (Angabe nach heutigem Greenwich-Datum), verteilt vom 17. Breitengrad in Jiaozhou in Vietnam bis zum 50. Breitengrad am Baikalsee. Sein anhand der Messungen errechnetes Kalenderwerk umfasste sieben Bände.
In Gaocheng, dem Ort eines seiner Observatorien, wurde im 11. Jahrhundert ein größeres errichtet, in dessen Nachfolge im 13. Jahrhundert unter Kubilai Khan wiederum ein neues, das einzige aus dem alten China, das noch heute erhalten ist.

## Entdeckungen
Yi Xings Wert für den Abstand der Breitengrade und damit den Erdumfang lag 11,4 % über dem tatsächlichen, 123,7 km statt 111 km.
Er erkannte, dass Sonnen- und Mondfinsternisse nicht den ganzen Globus betrafen, sondern zu unterschiedlichen Zeiten in unterschiedlichen Weltgegenden auftreten mussten.
Er entdeckte die Eigenbewegung der Fixsterne, also die Veränderung von Winkeln, in denen sie von der Erde aus gesehen werden. So kam er zu der Erkenntnis, dass sie nicht auf einer Kugelschale sitzen konnten, wie bis dahin auch in China angenommen.

## Würdigung
Nach Yi Xing wurde der Asteroid (1972) Yi Xing benannt.